# Kathryn McCormick
Kathryn McCormick (Georgia, 7 de julio de 1990) es una actriz y bailarina estadounidense.

## Carrera
Kathryn comenzó a bailar a los tres años en el estudio de su madre, Dance Connection, y luego se mudó a Augusta West Studio, donde su madre, Sandra Schmieden, también había estudiado. Se mudó a Los Ángeles a la edad de 18 años y obtuvo un papel no principal en el remake de   Fame . McCormick también ha sido presentada en el video musical de Jar of Hearts por Christina Perri. Actuó en Dancing with the Stars el 20 de noviembre de 2012 y el 7 de abril de 2014. Ella aparece como la bailarina en el video musical "Dead Inside" de muse. En 2015, Kathryn y su esposo, Jacob Patrick, lanzaron su documental Like Air. 
Kathryn quería llevar la luz a los más optimistas lado de la danza competitiva mostrando su mentoría con tres de sus protegidos de Dance Makers INC. El documental se enfoca en la mentoría de McCormick para tres niñas mientras entrenan para los nacionales de DanceMakers. Ella sigue de gira con la convención de baile y la competencia Dance Makers INC.

## Filmografía

### Cinema
| Año  | Título                                | Papel                     | Notas |
| ---- | ------------------------------------- | ------------------------- | ----- |
| 2009 | Fame                                  | Bailarín                  |       |
| 2011 | The Burbank Playas Present: Manipede! | Miembro de la audiencia 1 |       |
| 2012 | Step Up Revolution                    | Emily Anderson            |       |
| 2014 | Dance-Off                             | Jasmine                   |       |
| 2015 | Lift Me Up                            | Ella misma                |       |
| 2015 | Like Air                              | Ella misma                |       |

### Televisión
| Año             | Título                         | Papel        | Notas                         |
| --------------- | ------------------------------ | ------------ | ----------------------------- |
| 2009            | So You Think You Can Dance     | Ella misma   | Colocado tercero;24 Episodios |
| 2010–2014, 2016 | So You Think You Can Dance     | Ella misma   |                               |
| 2012            | Sketchy                        | Mary         | Episodio: "Jury Duty is War"  |
| 2012–2013       | Chasing 8s                     | Stacey Logan | Lead role                     |
| 2012, 2014      | Dancing with the Stars         | Herself      | Participación; Episodio: 2    |
| 2015            | CSI: Crime Scene Investigation | Nicole       | Episodio: "The End Game"      |

### Videoclipes
| Año  | Título             | Artista                     | Notas                                                            |
| ---- | ------------------ | --------------------------- | ---------------------------------------------------------------- |
| 2010 | Jar of Hearts      | Christina Perri             | Baile coreografiado por Stacey Tookey.                           |
| 2011 | My Favorite Things | Lea Michele                 | Apariencia sin acreditar, DOVE comercial.                        |
| 2011 | Venus              | Jennifer Lopez              | El duelo comercial de la diosa de Gillette Venus por Tyce DiOrio |
| 2012 | She Breaks         | Vienne                      |                                                                  |
| 2012 | Hands in the Air   | Timbaland presentando Ne-Yo |                                                                  |
| 2013 | Ocean              | John Torres                 |                                                                  |
| 2015 | Dead Inside        | Muse                        |                                                                  |

- Datos: Q195147